# Helir-Valdor Seeder

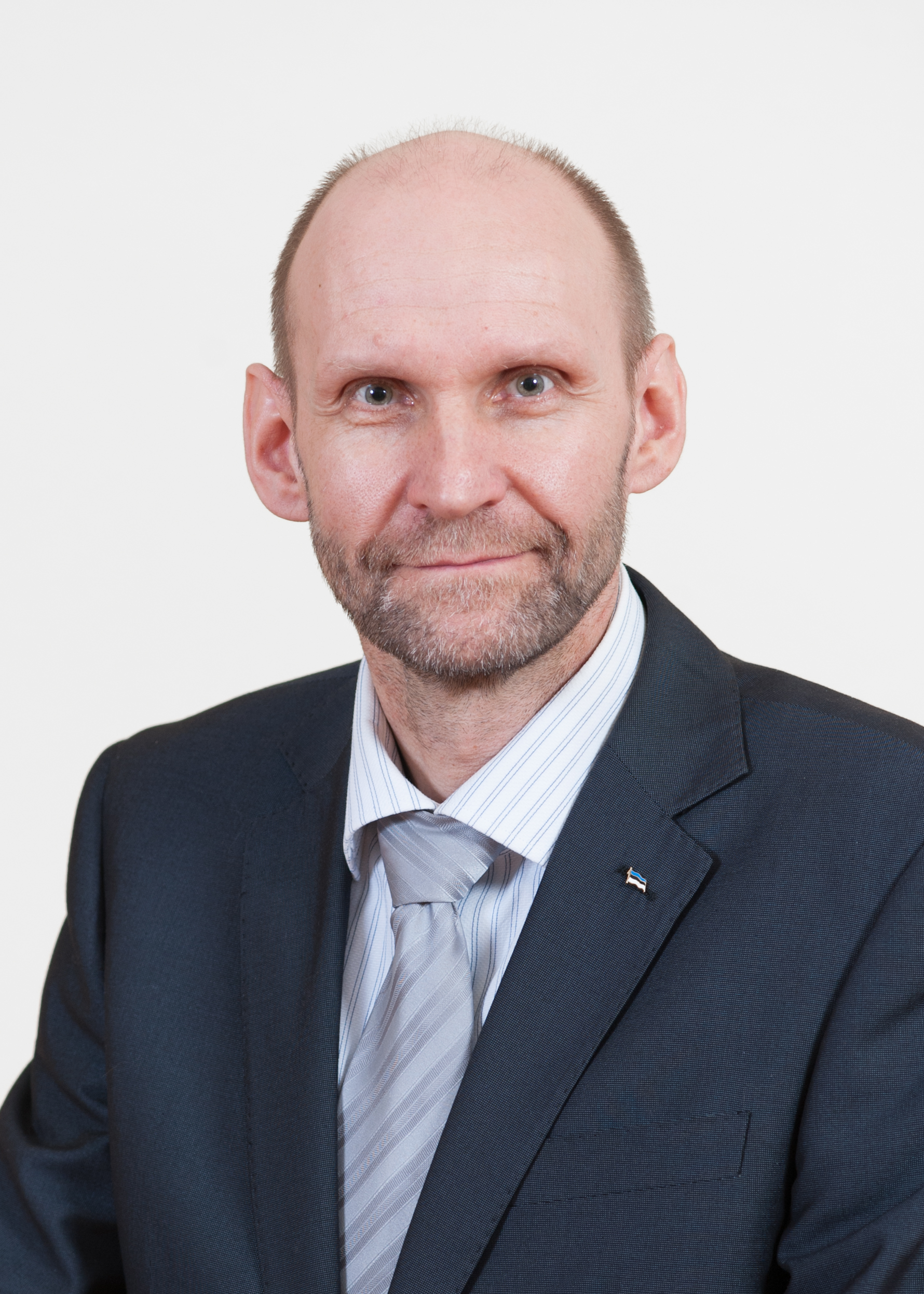
Helir-Valdor Seeder

Helir-Valdor Seeder, född 7 september 1964 i Viljandi i dåvarande Estniska SSR, är en estnisk politiker och ekonom. Seeder är ledamot av Estlands parlament Riigikogu sedan 2003 och är sedan 13 maj 2017 partiledare för det konservativa partiet Isamaa ("Fäderneslandet"). 
Seeder var tidigare borgmästare i Viljandi mellan 1992 och 1993 och landshövding i Viljandimaa från 1993 till 2002. Sedan 2003 är han ledamot av Riigikogu, från 2007 till 2014 som jordbruksminister i Andrus Ansips regering.